# Dolgozószoba
A dolgozószoba egy ház (vagy lakás) olyan helyisége, amely főleg szellemi munka végzésének színhelye. Gyakran egyben könyvtárszoba is. Elnevezésére nemzetközileg az olasz eredetű studió szó terjedt el (a mai magyar nyelvhasználatban azonban a studió szót elsősorban műterem értelemben használják).

## Története
A studiolo már az olasz reneszánsz korában kialakult dolgozószoba, a tudományokban elmélyülő humanista ember reneszánsz tere. Zárt terének kialakítása ideális mikrokozmoszként volt értelmezhető, amely az egyetemességet képezte le. Szerepe az volt, hogy a művelt humanista tanulmányainak  ideális helyszínként szolgáljon. Itáliában számos híres példája maradt fenn. Magyarországon elsősorban Vitéz János studiolója nevezetes.
Manapság számos nagy művész emlékmúzeumában látogatható a dolgozószoba is.

## Képgaléria

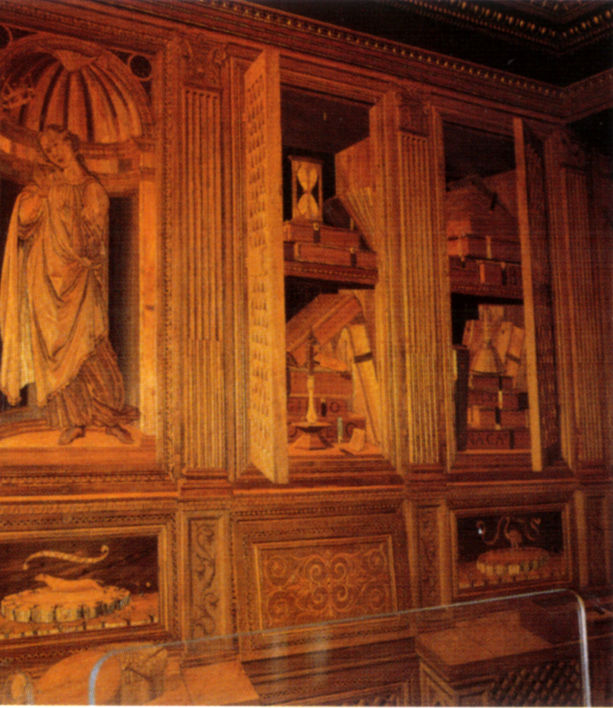
Intarzia Federico III da Montefeltro studiolójában
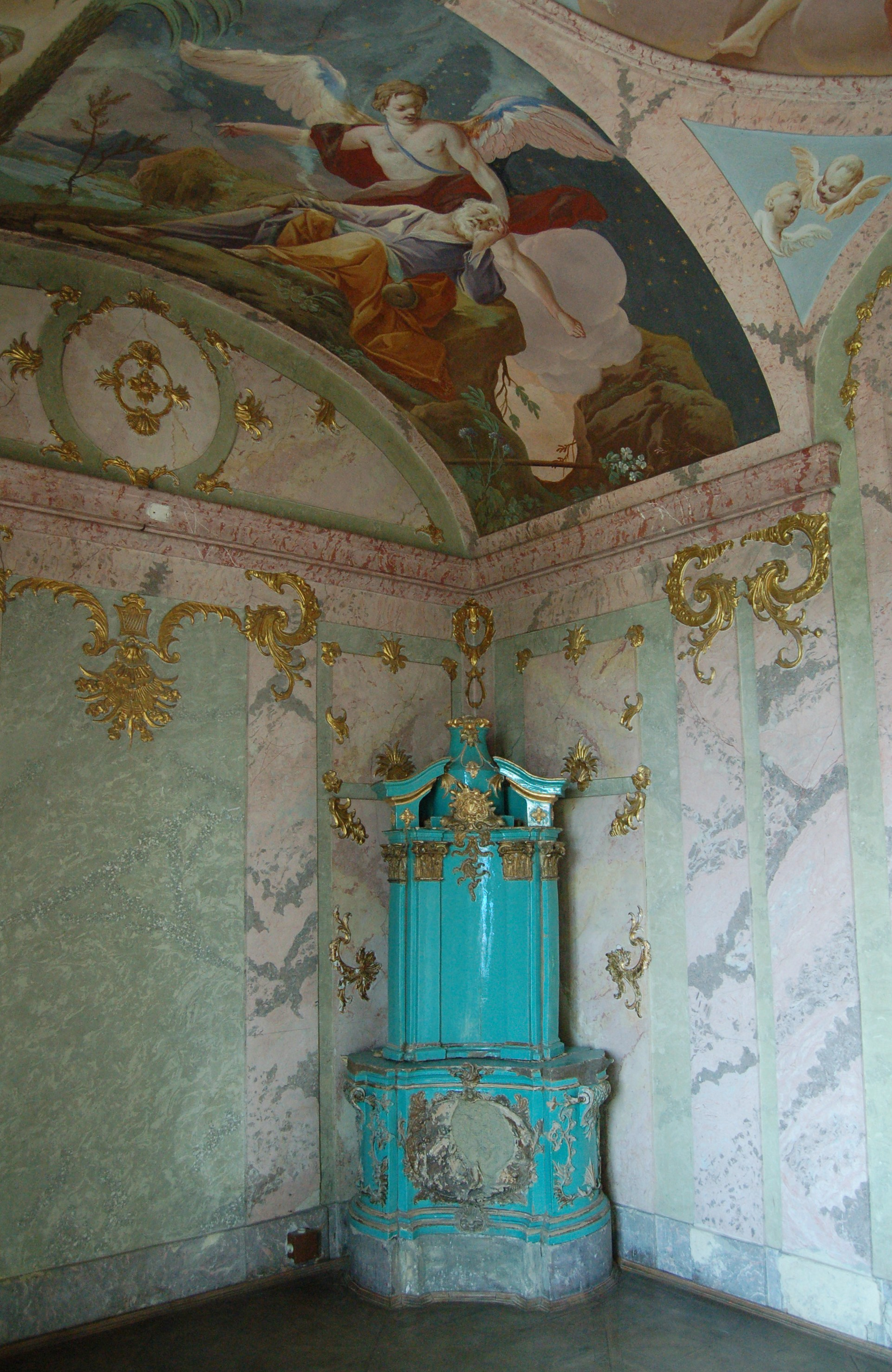
A fertőrákosi kastély püspöki dolgozószobája
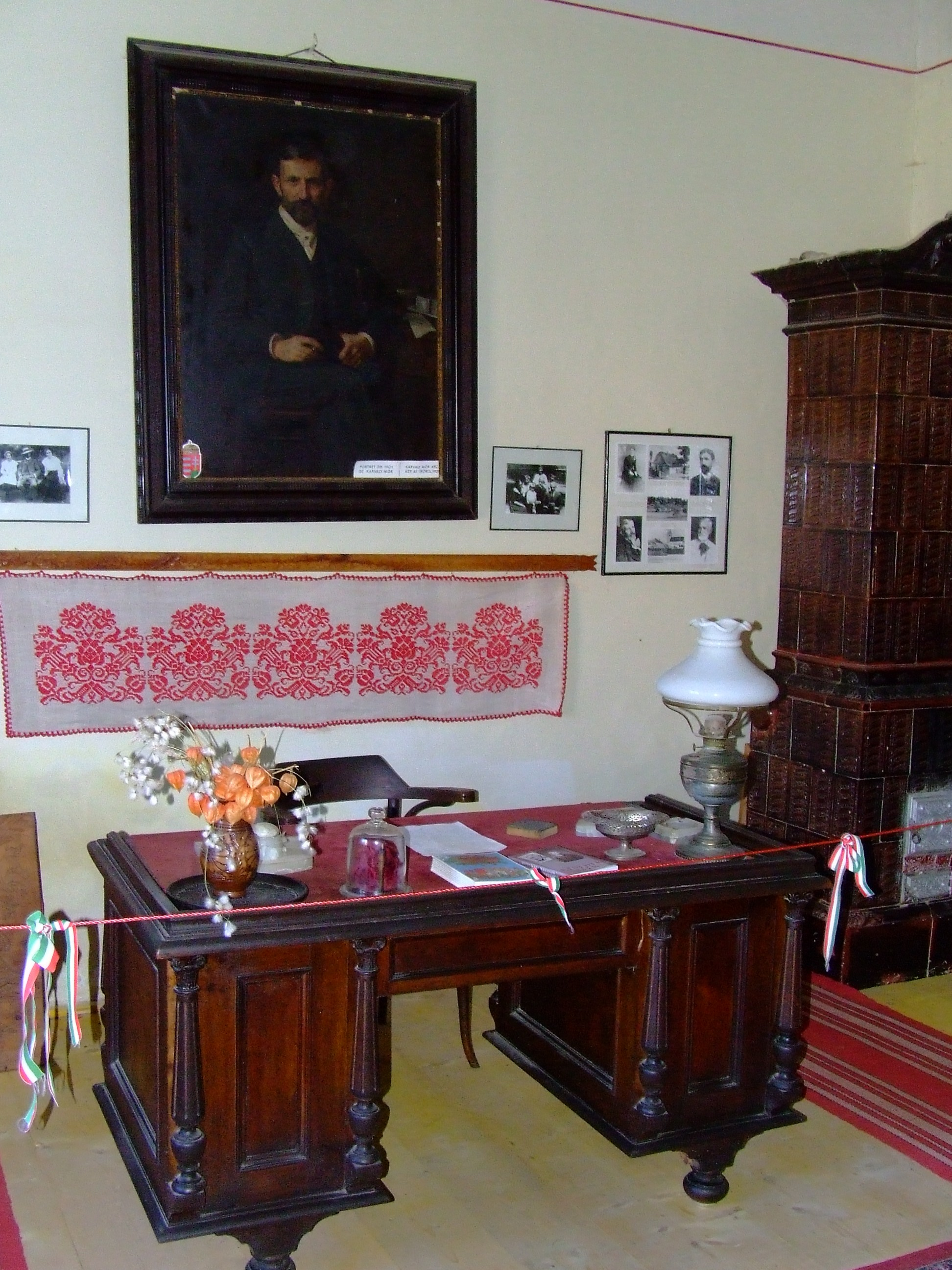
Benedek Elek dolgozószobája
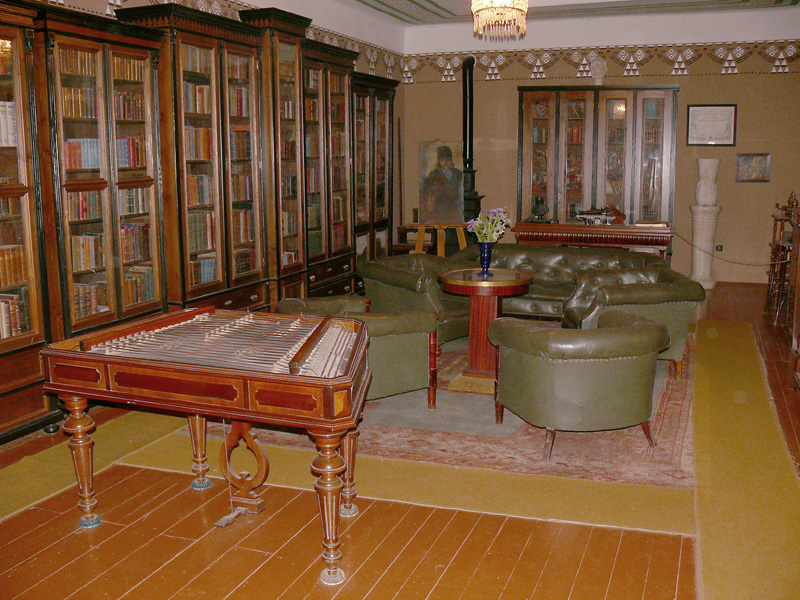
A dolgozószoba a Gárdonyi Géza Emlékmúzeumban